# Saint-Léger, Charente-Maritime

Saint-Léger este o comună în departamentul Charente-Maritime, Franța. În 1 ianuarie 2022 avea o populație de 672 de locuitori.